# Hartmut P. H. Neumann
Hartmut P. H. Neumann (* 1948) ist ein deutscher Arzt und ehemaliger Leiter der Sektion Präventive Medizin der Klinik für Innere Medizin IV am Universitätsklinikum der Albert-Ludwigs-Universität Freiburg.

## Leben
Neumann studierte 1968 bis 1971 an der Universität Bonn und von 1971 bis 1974 an der Universität Heidelberg Medizin. Anschließend arbeitete er in verschiedenen Krankenhäusern und im Institut für Pathologie in Ludwigshafen am Rhein. 1988 habilitierte er sich an der Albert-Ludwigs-Universität Freiburg mit einer Arbeit über die Epidemiologie der Von-Hippel-Lindau-Krankheit und erhielt 1989 die Lehrbefugnis.

## Ehrungen
- 1994: Franz-Volhard-Preis der Deutschen Gesellschaft für Nephrologie.
- 1996: Honorary Membership of the Polish Society of Hypertension
- 1998: Hufeland-Preis für Präventivmedizin der Deutschen Ärzteversicherung
- 2004: Semmelweis Medaille der Semmelweis-Universität Budapest
- 2008: Visiting Professor der Medizinischen und Pharmazeutischen Universität Victor Babeș, Medizinische und Pharmazeutische Universität Victor Babeș
- 2008: Bundesverdienstkreuz am Bande
- 2010: Doctor honoris causa der Semmelweis-Universität Budapest
- 2013: Doctor honoris causa der Université de Lorraine, Nancy